# پیمان‌های نیمیخن
پیمان‌های نیمیخن (Traités de Paix de Nimègue)، به مجموعه عهدنامه‌های که در شهر نیمیخن در هلند از سال ۱۶۷۸ تا ۱۶۷۹ نوشته و امضا شد. این معاهده به درگیری‌های بین فرانسه، جمهوری هلند، پادشاهی دانمارک و امپراتوری مقدس روم در قرن ۱۷ به‌طور موقت پایان داد.

## مفاد معاهده
جنگ فرانسه و هلند با معاهده‌ای به پایان رسید که به فرانسه کنترل منطقه فرانش-کنته را داد. فرانسه همچنین قلمروهای بیشتری از هلند اسپانیا را به دست آورد و به مناطقی که بر اساس معاهده ۱۶۵۹ معاهده پیرنه و ۱۶۶۸ صلح آکس لاشاپل ضمیمه شده بود، اضافه کرد. اینها شامل شهر سن-اومر به همراه بخش شمال غربی باقی مانده از امپراتوری سابق کنت‌نشین آرتوس بود؛ سرزمین‌های کاسل، ایری-سو-لا-لیس و ایپر در جنوب غربی فلاندر؛ اسقف‌نشین کامبری و شهرهای والنسین و موبوژ در جنوب شهرستان هاینو بود.
به نوبه خود، پادشاه فرانسه لوئی چهاردهم شهر اشغالی ماستریخت و شاهزاده‌نشین اورانژ را به سهامدار هلندی ویلیام سوم واگذار کرد. نیروهای فرانسوی از چندین سرزمین اشغالی در شمال فلاندر و هاینو عقب‌نشینی کردند.
امپراتور لئوپولد یکم قلعه تصرف شده فیلیپسبپورگ را حفظ کرد، اما مجبور شد تصرف شهرهای فرایبورگ (تا سال ۱۶۹۷) و کل (Kehl) (تا سال ۱۶۹۸) در ساحل راست راین توسط فرانسه را بپذیرد.
این معاهدات منجر به صلح پایدار نشد.